# Феофилакт II (герцог Неаполя)
Феофилакт II (лат. Theophilactus II, итал. Teofilatto II; умер в марте или апреле 801) — герцог Неаполя (794—801).

## Биография
О Феофилакте II сообщается в нескольких раннесредневековых источниках, в том числе, в «Хронике герцогов Беневенто, Салерно, Капуи и Неаполя» и в написанной Иоанном Диаконом второй части «Деяний неаполитанских епископов».
Происхождение Феофилакта II в средневековых источниках не указано, но, вероятно, он принадлежал к знати, так как его женой была Евпраксия, дочь Стефана II, сначала герцога Неаполя, а затем главы местной епархии. После того как Стефан в 767 году отрёкся от светской власти, полностью посвятив себя религиозной жизни, новым правителем Неаполитанского герцогства стал его старший сын Григорий II. Когда же тот не оставив наследников в марте 794 года скончался, неаполитанская знать долго не могла избрать его преемника. Всё это время герцогством управлял епископ Стефан II. Только через несколько месяцев удалось достичь соглашения о том, что правителем Неаполя станет зять епископа Феофилакт II. Предполагается, что такой долгий срок выбора нового герцога был вызван двумя причинами: желанием Стефана II сохранить власть над Неаполем в своей семье и его намерением и дальше иметь над герцогством реальную власть. В результате Феофилакт II стал герцогом только после того, как согласился признать тестя своим соправителем. Хотя Неаполитанское герцогство тогда входило в итальянские владения Византии, избрание нового герцога было произведено без каких-либо консультаций с императорским двором в Константинополе. Официальное же одобрение вступления Феофилакта II в должность было получено от императора Константина VI Слепого уже позднее. В первые годы Феофилакт II правил Неаполитанским герцогством совместно с епископом Стефаном II, а когда тот в 799 году скончался, начал властвовать единолично. Власть Феофилакта II распространялась на часть Кампании с городами Неаполь, Кумы, Поццуоли, Сорренто, Гаэта и Амальфи.
После смерти Стефана II в Неаполитанском герцогстве начались смуты, вызванные спорами между герцогом и клиром о том, кто будет преемником скончавшегося епископа. Феофилакт II намеревался самовластно распоряжаться богатствами Неаполитанской епархии, и поэтому всячески оттягивал избрание нового епископа. Он отверг всех кандидатов на эту должность, которых предлагал клир, а неаполитанское духовенство не желало принять епископами тех персон, которых бы хотел видеть в этом сане герцог. В результате противостояние между Феофилактом II и духовенством привело к мятежу. Желая положить конец беспорядкам, Феофилакт II и священнослужители обратились к герцогине Евпраксии, и та посоветовала избрать новым епископом мирянина и вдовца Павла. Так как тот был известен неаполитанцам как человек огромного благочестия, все согласились возвести Павла не епископскую кафедру. Назначение епископами лиц, не имевших духовного сана, было обычной практикой для Византии того времени, но не соответствовало утверждённым Святым Престолом обычаям. Поэтому Феофилакт II должен был получить согласие на возведение Павла в епископы у папы римского Льва III. Тот же, желая укрепить связь Неаполитанской епархии с Римом, в марте 800 года дал согласие на получение Павлом III Младшим епископского сана.
Из внешнеполитической деятельности Феофилакта II известно о заключении им нового мирного соглашения с князем Беневенто Гримоальдом III и о переговорах с папой римским Адрианом I о статусе Террачины.
По свидетельству историков Нового времени, Феофилакт II — первый из правителей Неаполитанского герцогства, столкнувшийся с нападением на свои владения сарацин. В сражении с этими новыми врагами он, якобы, и погиб в марте или апреле 801 года. В трудах этих авторов приводилось множество подробностей о гибели герцога, но так как в средневековых источниках об этих фактах не упоминается, они считаются малодостоверными. Ни в «Хронике герцогов Беневенто, Салерно, Капуи и Неаполя», ни в «Деяниях неаполитанских епископов» об обстоятельствах смерти Феофилакта II не сообщается. Упоминается только о том, что он был герцогом шесть с половиной лет. Преемником Феофилакта II стал Анфим, близкий родственник своего предшественника на герцогском престоле, возможно даже его сын.
После смерти Феофилакта II его вдова Евпраксия стала монахиней и с согласия неаполитанского епископа Павла III Младшего получила сан аббатисы основанного ею ранее монастыря Святой Девы Марии.